# Searsia koefoedi
El seársido de Koefoed (Searsia koefoedi) es una especie de pez marino, la única del género Searsia, de la familia de los platitróctidos. Sin interés pesquero.

## Morfología
Con la morfología típica de la familia, la longitud máxima descrita es de 15 cm.

## Distribución y hábitat
Es un pez marino batipelágico, que habita las aguas profundas en un rango entre los 450 y 1.500 metros. Se distribuye por la costa noreste del océano Atlántico, desde el estrecho de Dinamarca hasta el golfo de Guinea en el ecuador, así como por la costa noroeste del Atlántico. También se han descrito capturas en el norte del océano Pacífico y el océano Índico.